# Groupement interrégional de recherche clinique et d'innovation
Les groupements interrégionaux de recherche clinique et d'innovation (GIRCI) sont des organismes français chargés d’assurer des missions spécifiques d’animation et de soutien de l’activité de recherche, ne pouvant être efficacement assurées au niveau local, en étroite collaboration avec les universités et l’INSERM, chargé de la coordination avec les autres EPST et établissements publics à caractère industriel et commercial (EPIC). Les GIRCI ont été institués en juillet 2011 par le circulaire DGOS du 29 juillet 2011, en remplacement des délégations interrégionales à la recherche clinique (DIRC).

## Création
Créées par la circulaire no DHOS/OPRC/2005/252 du 26 mai 2005 relative à l’organisation de la recherche clinique et au renforcement des personnels de recherche clinique, elles sont sept en France. Elles ont été dissoutes en juillet 2011 par le circulaire DGOS du 29 juillet 2011 et remplacées par les groupements interrégionaux de recherche clinique et d'innovation (GIRCI).

## Organisation nationale
Les sept GIRCI sont répartis géographiquement :
- Île-de-France
- Sud-Ouest Outre-Mer
- Est
- Grand Ouest
- Sud Méditerranée
- Nord Ouest
- Auvergne Rhône-Alpes

## Missions des GIRCI
- organisation de la formation permanente des professionnels participant à la recherche ;
- soutien à la mise en œuvre d’une politique de valorisation et de transfert vers l’industrie, réponses aux questions liées à la propriété intellectuelle, en concertation avec les structures de valorisation de l’université et de l’INSERM ;
- aide à la réponse aux appels d’offres européens ;
- appui à la réalisation de certaines missions spécifiques du promoteur : système d’assurance qualité (y compris les activités de monitoring des essais multicentriques), vigilance et mesures urgentes de sécurité…
- soutien à la participation des centres hospitaliers non universitaires aux activités de recherche ;
- évaluation des programmes de recherche institutionnels et accompagnement à la certification des équipes et des structures de recherche clinique hospitalières

## Financements
Les GIRCI sont financées par les MERRI. 
Les GIRCI jusqu'en 2014 ont été destinataires de l'appel à projets CeNGEPS d'aide la filière hospitalière des essais cliniques à promotion industrielle.